# ジョーダン・シェフィールド
ジョーダン・ラドン・シェフィールド（Jordan Ladon Sheffield, 1995年6月1日 - ）は、アメリカ合衆国テネシー州コーフィ郡タラホーマ出身のプロ野球選手（投手）。右投右打。MLBのコロラド・ロッキーズ所属。
1歳年下の弟に同じくメジャーリーガー（投手）のジャスティス・シェフィールドがいる。なお、元メジャーリーガーであるゲイリー・シェフィールドとの血縁については、弟が明確に否定している。

## 経歴

### プロ入り前
タラホーマ高等学校時代にはトミー・ジョン手術を受けている。2013年のMLBドラフト13巡目（全体383位）でボストン・レッドソックスから指名されたが、この時は契約せずにヴァンダービルト大学へ進学した。

### プロ入りとドジャース傘下時代
2016年のMLBドラフト1巡目戦力均衡ラウンドA（全体36位）でロサンゼルス・ドジャースから指名され、プロ入り。契約後、傘下のルーキー級アリゾナリーグ・ドジャースでプロデビュー。A級グレートレイクス・ルーンズでプレーし、2球団合計で8試合に先発登板して0勝1敗、防御率3.75、13奪三振を記録した。
2017年はA級グレートレイクスとA+級ランチョクカモンガ・クエークスでプレーし、2球団合計で25試合（先発24試合）に登板して3勝9敗、防御率4.70、109奪三振を記録した。
2018年はルーキー級アリゾナリーグ・ドジャースとA+級ランチョクカモンガでプレーし、2球団合計で17試合（先発8試合）に登板して1勝3敗、防御率6.32、44奪三振を記録した。オフにはアリゾナ・フォールリーグに参加し、グレンデール・デザートドッグスに所属した。
2019年はA+級ランチョクカモンガとAA級タルサ・ドリラーズでプレーし、2球団合計で49試合（先発2試合）に登板して4勝5敗13セーブ、防御率3.27、74奪三振を記録した。
2020年は新型コロナウイルスの影響でマイナーリーグの試合が開催されなかったため、公式戦の登板は無かった。

### ロッキーズ時代
2020年12月10日にルール・ファイブ・ドラフトでコロラド・ロッキーズから指名され、移籍した。
2021年の開幕はメジャーで迎え、4月2日のドジャース戦でメジャーデビューを果たした。

## 投球スタイル
最速98.8mph（約159km/h）の速球に、スライダーとチェンジアップで組み立てる。

## 詳細情報

### 年度別投手成績
| 年 度    | 球 団    | 登 板 | 先 発 | 完 投 | 完 封 | 無 四 球 | 勝 利 | 敗 戦 | セ 丨 ブ | ホ 丨 ル ド | 勝 率 | 打 者 | 投 球 回 | 被 安 打 | 被 本 塁 打 | 与 四 球 | 敬 遠 | 与 死 球 | 奪 三 振 | 暴 投 | ボ 丨 ク | 失 点 | 自 責 点 | 防 御 率 | W H I P |
| -------- | -------- | ----- | ----- | ----- | ----- | -------- | ----- | ----- | -------- | ----------- | ----- | ----- | -------- | -------- | ----------- | -------- | ----- | -------- | -------- | ----- | -------- | ----- | -------- | -------- | ------- |
| 2021     | COL      | 30    | 0     | 0     | 0     | 0        | 0     | 0     | 0        | 4           | ----  | 116   | 29.1     | 19       | 2           | 13       | 0     | 2        | 20       | 4     | 0        | 11    | 11       | 3.38     | 1.09    |
| MLB：1年 | MLB：1年 | 30    | 0     | 0     | 0     | 0        | 0     | 0     | 0        | 4           | ----  | 116   | 29.1     | 19       | 2           | 13       | 0     | 2        | 20       | 4     | 0        | 11    | 11       | 3.38     | 1.09    |

- 2021年度シーズン終了時

### 年度別守備成績
| 年 度 | 球 団 | 投手（P） | 投手（P） | 投手（P） | 投手（P） | 投手（P） | 投手（P） |
| 年 度 | 球 団 | 試 合     | 刺 殺     | 補 殺     | 失 策     | 併 殺     | 守 備 率  |
| ----- | ----- | --------- | --------- | --------- | --------- | --------- | --------- |
| 2021  | COL   | 30        | 3         | 3         | 0         | 1         | 1.000     |
| MLB   | MLB   | 30        | 3         | 3         | 0         | 1         | 1.000     |

- 2021年度シーズン終了時

### 背番号
- 34（2021年 - ）